# Curt Westberg
Curt Westberg, född 14 september 1943 i Mörsils socken, är en svensk pensionerad officer i Flygvapnet.

## Biografi
Westberg blev fänrik i Flygvapnet 1970. Han befordrades till löjtnant 1972, till kapten 1975, till major 1983, till överstelöjtnant 1985, till överste 1994, till överste av 1:a graden 1995 och till generalmajor 1997.
Westberg inledde sin militära karriär år 1970 i Flygvapnet vid Flygvapnets flygskola. Fram till 1983 tjänstgjorde han större delen av perioden vid Norrbottens flygflottilj, där han bland annat divisionschef och flygchef. Åren 1993–1994 var han flottiljchef för Norrbottens flygflottilj (F 21). Åren 1995–1997 var han ställföreträdande chef för Flygvapenledningen samt chef för Produktionsavdelningen vid Högkvarteret. Åren 1997–1998 var han chef för Gemensammastaben vid Högkvarteret. Åren 1998–1999 var han till Överbefälhavaren förfogande. Åren 2000–2001 var han chef för Gotlands militärdistrikt (MD G) och åren 2001–2003 var han chef för Mellersta militärdistriktet (MD M) samt tjänstgjorde som Överkommendant i Stockholm. Westberg avgick 2003 med generalmajors rang.